# Саллос

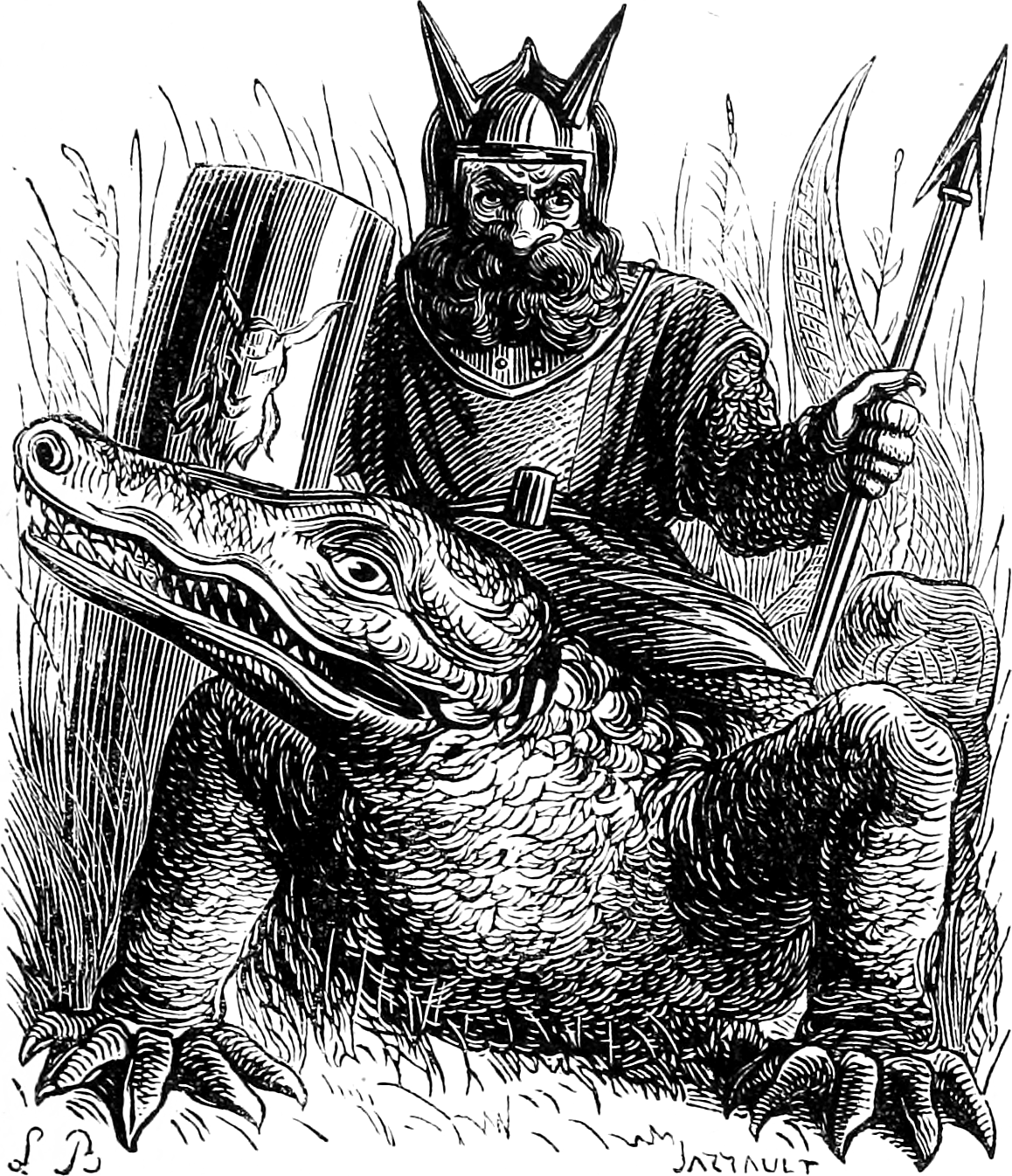
Иллюстрация Саллоса из Инфернального словаря 1863 года

Саллос (Sallos), также известный как Заебос, Зебос и Салеос (Zaebos, Saleos) — демон или дух в Инфернальном словаре. По легендам, Саллос — великий герцог и первый граф адских царств, правящий тридцатью адскими легионами демонов, 19-й из 72 Духов Соломона, появляется в образе храброго красивого вооружённого солдата, в герцогском шлеме, восседающего на крокодиле.
Среди демонов Гоэтии он считается одним из самых доброжелательных, поскольку он пацифистского характера и заставляет мужчин любить женщин, а женщин — мужчин.
Демон Sallos (Саллос) появляется в списке демонов «Гоетии», а имя Zaebos (которое Елена Костюкович переводила на русский язык как Зэвос и Заебос) возникает лишь в Инфернальном словаре. Оба имени относятся к демону — наезднику на крокодиле, как считается, это вариации одного и того же описания.